# Судова система Бельгії
Судова система Бельгії схожа на французьку. Бельгія перетворилася з унітарної на федеративну державу, але її судова система не була адаптована до федеральної системи.
Бельгійська судова система називається судами та трибуналами (нід. hoven en rechtbanken, фр. cours et tribunaux, нім. Gerichtshöfe und Gerichte) в офіційних текстах, таких як Конституція Бельгії.

## Нормальна судова система

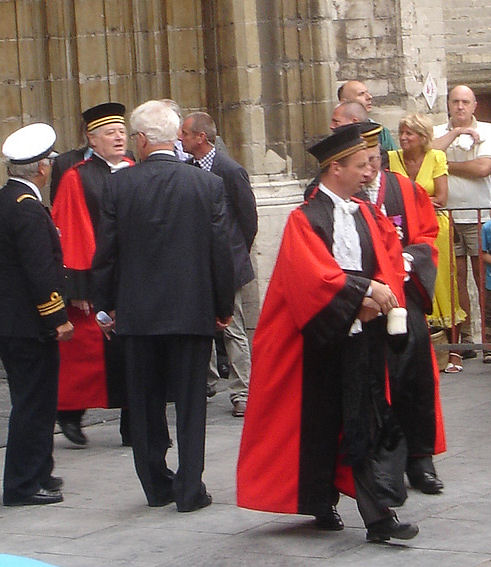
Бельгійські судді залишають собор Святого Бавона в Генті після урочистого Te Deum на національне свято

### Судові підрозділи краю
Станом на 2018 рік територія Бельгії поділяється на 5 судових областей (Антверпен, Брюссель, Гент, Льєж і Монс), 12 судових округів і 187 судових кантонів з метою організації судової системи. До квітня 2014 року, коли судові підрозділи були перетворені в нинішні, було 27 судових округів і 225 судових кантонів. За винятком Брюсселя та провінцій Фламандський Брабант і Льєж, поточні судові округи відповідають провінціям Бельгії.

Карта 5 судових районів (французькі назви)
Карта 12 судових округів станом на 2014 рік (французькі назви)
Карта 27 судових округів до 2014 року

### Касаційний суд
Касаційний суд (нід. Hof van Cassatie, фр. Cour de Cassation, нім. Kassationshof) є вищим судом бельгійської судової системи. Він розглядає лише апеляції в останній інстанції на вироки та інші рішення судів нижчої інстанції (переважно апеляційних судів), а також лише питання права. Це означає, що Касаційний суд не буде переглядати або переглядати факти, встановлені судами нижчих інстанцій. Юрисдикція Суду обмежується або підтримкою оскаржуваного рішення, або скасуванням (скасуванням) оскаржуваного рішення, якщо воно порушує або неправильно тлумачить закон. Останню називають «касацією». У разі касації Касаційний суд, як правило, передає справу до іншого суду того самого рангу, що й той, рішення якого було скасовано. Потім цей суд повторно розглядатиме справу як з питань факту, так і з питань права. Такими засобами Касаційний суд забезпечує однакове тлумачення та застосування закону всіма іншими судами та трибуналами бельгійської судової системи. Юрисдикція Касаційного суду обмежується рішеннями судових судів і (не дивлячись на деякі винятки) не поширюється на рішення адміністративних судів. Однак Касаційний суд вирішує певні юрисдикційні конфлікти, які можуть включати адміністративний суд. Крім того, Касаційний суд також приймає рішення щодо певних преюдиційних питань, здійснює певні процедури перегляду старих кримінальних справ, а також певні провадження проти самих суддів чи прокурорів . Хоча прецедентне право Касаційного суду в принципі не є обов’язковим для судів нижчої інстанції, все ж воно має важливу переконливу цінність.

## Особливі юрисдикції
Конституційний суд (Grondwettelijk Hof/Cour constitutionelle) — це спеціальний суд, який розглядає конфлікти між федеральним і регіональним рівнями, а також будь-які закони, які можуть порушувати основні права. Суд було створено в рамках федералізації країни. Вона не є частиною звичайної судової системи; це суд sui generis.

## Міжнародні суди
Оскільки Бельгія є членом кількох міжнародних організацій, їхні міжнародні суди також мають юрисдикцію в Бельгії:
- Суд Європейського Союзу
- Європейський суд з прав людини Ради Європи